# Monistrol-d'Allier
Monistrol-d'Allier är en kommun i departementet Haute-Loire i regionen Auvergne-Rhône-Alpes i centrala Frankrike. Kommunen ligger i kantonen Saugues som tillhör arrondissementet Brioude. År 2022 hade Monistrol-d'Allier 219 invånare.

## Befolkningsutveckling
Antalet invånare i kommunen Monistrol-d'Allier
| Referens: INSEE |